# Tour du Qatar féminin
Le Tour du Qatar féminin (en anglais : Ladies Tour of Qatar) est une course cycliste par étapes féminine disputée au Qatar.

## Histoire
Il est créé en 2009 par Amaury Sport Organisation, qui organise le Tour du Qatar, à l'initiative de la deuxième épouse de l'émir du Qatar Hamad bin Khalifa Al Thani.
La première édition se déroule en trois étapes, du 8 au 10 février, et est classée en catégorie 2.1 au calendrier de l'Union cycliste internationale. La course inaugure à partir de 2009 le calendrier international féminin UCI. La sprinteuse néerlandaise Kirsten Wild a remporté quatre fois l'épreuve, soit la moitié des éditions disputées.
L'édition 2017 est annulée par les organisateurs en raison du manque du public et des difficultés financières dues au manque de sponsor et l'épreuve est ensuite abandonnée.

## Palmarès
| Année | Vainqueur            | Deuxième         | Troisième         |
| ----- | -------------------- | ---------------- | ----------------- |
| 2009  | Kirsten Wild         | Giorgia Bronzini | Kirsty Broun      |
| 2010  | Kirsten Wild         | Giorgia Bronzini | Rasa Leleivytė    |
| 2011  | Eleonora van Dijk    | Charlotte Becker | Iris Slappendel   |
| 2012  | Judith Arndt         | Trixi Worrack    | Kirsten Wild      |
| 2013  | Kirsten Wild         | Chloe Hosking    | Ellen van Dijk    |
| 2014  | Kirsten Wild         | Amy Pieters      | Chloe Hosking     |
| 2015  | Elizabeth Armitstead | Chloe Hosking    | Eleonora van Dijk |
| 2016  | Trixi Worrack        | Romy Kasper      | Eleonora van Dijk |